# 뉴스 오브 더 월드 (영화)
《뉴스 오브 더 월드》(영어: News of the World)는 2020년 개봉한 미국의 서부극 영화이다. 폴 그린그래스가 감독과 공동각본을 맡았으며, 폴렛 질스의 동명 소설이 영화의 원작이다.

## 출연
- 톰 행크스 - 제퍼슨 카일 키드 보안관
- 헬레나 쳉겔 - 요하나 레온베르거
- 프레드 헤칭어 - 토머스 키드
- 닐 샌딜랜즈 - 빌헬름 레온베르거
- 토머스 프랜시스 머피 - 메릿 팔리
- 메어 위닝햄 - 제인
- 엘리자베스 마블 - 개닛
- 추쿠디 이우지 - 찰스 에지필드
- 레이 매키넌 - 사이먼 부들린
- 미셸 캠벨 - 여성 타운스폴크
- 마이클 안젤로 코비노 - 알메이

## 수상
- 2020년 제33회 시카고 비평가 협회상 후보 유망연기상
- 2021년 제78회 골든 글로브 시상식 후보 여우조연, 음악상
- 2021년 제27회 미국 배우 조합상 후보 영화부문 스턴트, 여우조연상
- 2021년 제26회 크리틱스 초이스 시상식 후보 각색, 남우주연, 미술, 신인배우, 음악, 작품, 촬영상